# Bereitstellungskrankheit
Bereitstellungskrankheit ist ein 1963 durch Thure von Uexküll aufgestelltes psychosomatisches Krankheitskonzept bei chronisch anhaltenden funktionellen Syndromen. Es stellt eine Fortentwicklung früherer Konzepte der Organneurose (Otto Fenichel 1945) und der vegetativen Neurose (Franz Alexander 1950) dar.

## Namensgebung und Methodik
Die Bezeichnung Bereitstellungskrankheit ergab sich aufgrund der als erforderlich angesehenen methodisch-systematischen Abgrenzung und Gegenüberstellung psychischer Störungen, die nicht zu den klassischen Konversionsvorgängen gerechnet werden können. Das Konversionsmodell versagt bei der Erklärung von Bereitstellungskrankheiten. Bei diesen Störungen erscheint die pathogenetische Bedeutung ursprünglich physiologischer, jedoch allzu dauerhafter Reaktionen im Wege der Bereitstellung maßgeblich. Dies war für die Namensgebung der Bereitstellungskrankheiten ausschlaggebend, auch wenn diese gelegentlich doch kombiniert mit Konversionsvorgängen auftraten. Als entsprechende Bezeichnung für die nur aufgrund von Konversionsmechanismen dauerhaft ausgelösten Störungen wurde die Bezeichnung Ausdruckskrankheiten gewählt.
Die damit auch angestrebte Differenzierung der Methodik umfasst neben der Analyse der für die Ausdruckskrankheiten wesentlichen Motivation und der bereits erwähnten Bereitstellung als pathophysiologischer Grundlage zusätzlich auch die Berücksichtigung von Stimmungen als Bedingung chronisch anhaltender Störungen.

## Theorie

### Objektlibido und Ichlibido
Dem Konzept der Trennung zwischen Ausdrucks- und Bereitstellungskrankheiten liegt die von der Triebtheorie geprägte Vorstellung Freuds zugrunde, dass zwischen einer Ojektlibido und einer Ich-Libido zu unterscheiden sei. Freud hat sich die Libido als psychische Energie vorgestellt, die das Individuum zu den Objekten aussendet. Er sprach von Narzissmus, wenn diese Libido von den Objekten abgezogen und auf das Individuum selbst zurückgezogen wurde. Zwischen den Objekten und dem Ich bestehe eine sozusagen positive energetische Wechselwirkung. Diese sich förderlich entfaltende Wirkung stellte Freud am Bild des Protoplasmatierchens dar.
„Wir bilden so die Vorstellung einer ursprünglichen Libidobesetzung des Ichs, von der später an die Objekte abgegeben wird, die aber, im Grunde genommen, verbleibt und sich zu den Objektbesetzungen verhält wie der Körper eines Protoplasmatierchens zu den von ihm ausgeschickten Pseudopodien. … Die Emanationen der Libido, die Objektbesetzungen, die ausgeschickt und wieder zurückgezogen werden können, wurden uns allen auffällig. Wir sehen auch im groben einen Gegensatz zwischen der Ichlibido und der Objektlibido. Je mehr die eine verbraucht, desto mehr verarmt die andere. Als die höchste Entwicklungsphase, zu der es die letztere bringt, erscheint uns der Zustand der Verliebtheit, der sich uns wie ein Aufgeben der eigenen Persönlichkeit gegen die Objektbesetzung darstellt und seinen Gegensatz in der Phantasie (oder Selbstwahrnehmung) der Paranoiker vom Weltuntergang findet [Kommentar. durch den narzisstischen Rückzug an Energie].“
Für die Beurteilung langfristiger seelischer Kräfte maßgeblich ist also die Ausprägung wirksamer Motive, die sich in Handlungen in Bezug auf die Triebobjekte umsetzen oder nicht umsetzen lassen. Lassen sich diese nicht umsetzen, so entfalten die bereitgestellten, aber nicht konsumierten oder sublimierten Energien eine ggf. pathogene Wirkung.

### Angst
Ein weiteres theoretisches Konstrukt zum Verständnis chronisch anhaltender Ausdrucks- und Bereitstellungskrankheiten ist die Vorstellung von Angst als einer entscheidenden emotionalen und affektiven Qualität. Sie trägt im Normalfall zur Entwicklung von Motiven bei. Wenn Angst auf ein äußeres Objekt gerichtet ist, kann sie durch sinnvolle Handlungen verringert werden. Dies geschieht vermittels geeigneter Motive. So wird Angst in Furcht umgewandelt. Gelingt dieser Abbau von Angst jedoch mangels geeigneter motivgesteuerter Einstellungen nicht, so wird weitere Angst ausgelöst und es werden somit weitere seelische Energien mobilisiert (Angstanfall). Auch dies erfolgt ohne die Möglichkeit einer Verminderung von Spannungen. Es entsteht die sog. „frei flottierende Angst“. Sie bewirkt zudem auch ein Aufgeben der Objektbesetzung, so wie es bereits zuvor im Kap. Objektlibido und Ichlibido dargestellt wurde. Der Konflikt besteht hier also nicht mehr wie bei den Ausdruckskrankheiten zwischen Ich und sozialer Umwelt bzw. Über-Ich, sondern zwischen Ich und Es als dem Träger von automatisch und vegetativ ablaufenden biologischen Funktionen und Bereitschaften. Angst hat man daher vor allem vor Gefahren, die in einem selbst liegen. Diesen Störungstypus hat Freud in seiner Beschreibung der Angstneurose dem Typus der Konversionshysterie entgegengestellt. Daher kann Freud als Protagonist der Unterscheidung zwischen den Konzepten der Ausdrucks- und Bereitstellungserkrankungen gelten, auch wenn er sich stets sehr zurückhaltend gegenüber der Behandlung somatischer Störungen gezeigt hat und selbst nie Organkranke behandelt hat. Damit ist jedoch die Vorbedingung zu entscheidenden gesundheitlichen Risiken durch chronisch anhaltende innere Fehlsteuerungen gegeben. Ein chronisch erhöhter Blutdruck z. B. infolge von essentieller Hypertonie kann über die damit hervorgerufene Arterienverkalkung nach Jahren zu Schlaganfall oder Herzinfarkt führen.

### Pathophysiologisches Konzept
Bereitstellungen jeder Art sind wie andere physiologische Reaktionen auch als prinzipiell antagonistisch vorzustellen. Als Beispiel solcher gegensätzlicher Bereitschaftsreaktionen seien hier die ergotrope und trophotrope Einstellungen genannt. Dies soll heißen, dass sich eine allzu prolongierte Dauer bestimmter ursprünglich physiologischer Einstellungen letztlich schädlich auswirken muss. Eine vermehrte Dauer der Sympathikotonie muss sich somit z. B. als Schlaflosigkeit bemerkbar machen.

## Unterscheidung von Ausdrucks- und Bereitstellungskrankheit
- Bei den Ausdruckskrankheiten führen die durch einen sozialen Konflikt entstellten Motive nicht mehr zu gezielter Handlungsweise, sondern lediglich zu einem „Handlungsfragment“. Teilweise abgewehrte Affektenergien können akute körperliche Befindlichkeitsstörungen bewirken. Solche körperlichen Symptome stellen einen averbalen sozialen Appell dar und führen damit oft zu einem primären Krankheitsgewinn. Der wenigstens teilweise erhalten gebliebene affektive Zusammenhang zwischen der eigenen Angst bzw. Stimmung, Emotionalität und den psychosozialen Hemmungen wird als Affektkorrelat bezeichnet. Damit ist der Konflikt als zumindest noch teilweise bewusst anzusehen. - Die betroffenen Organe besitzen nach F. Alexander quergestreifte Muskulatur.[6]

- Bei den Bereitstellungskrankheiten sind ausgeprägte Motivationen entweder nicht oder nicht mehr vorhanden, da sie entweder nicht entwickelt, durch Gegenmotivationen neutralisiert sind – wie bei den funktionellen Syndromen – oder durch chronisch wirkende Abwehrmechanismen ausgeschaltet bzw. nahezu vollständig aus dem Bewusstsein verdrängt sind. Psychisches kann daher auch nicht mehr in Körperliches übergehen, da es unbewusst geworden ist. Es kommt daher nicht zu „Handlungsbruchstücken“. Die nicht immer oder nur noch teilweise bemerkten körperlichen Symptome führen zu einem sekundären Krankheitsgewinn.[1] Es kommt daher auch nicht mehr zu einer Beruhigung von zur Handlung drängenden Stimmungen. Sie stellen lediglich unbewusst immer wieder neue Energien bereit. Der verlorene Zusammenhang zwischen Angst und Körpersymptomen wird als Affektäquivalent bezeichnet. – Die betroffenen Organe besitzen nach F. Alexander glatte Muskulatur.[6]

## Symptome
Die Symptome der Bereitstellungskrankheiten können nicht mit Hilfe des Konversionsmodells erklärt werden. Die bei den Konversionsstörungen bzw. bei den Ausdruckskrankheiten meist leicht nachvollziehbare eigene Motivation des Kranken ist bei den Bereitstellungskrankheiten eher in den Hintergrund gedrängt. Es handelt sich vordergründig um eine vegetative Symptomatik. Häufig wird Symptomwandel beobachtet, der als Affektäquivalent gedeutet werden kann.

## Beispiele
Beispiele für Bereitstellungskrankheiten sind nach der Beschreibung von F. Alexander (1891–1964) das Asthma bronchiale, die Essentielle Hypertonie, das Magengeschwür, das Zwölffingerdarmgeschwür, die Colitis ulcerosa, das Atopische Ekzem und die Hyperthyreose („holy seven“).

## Systematik

Psychosomatosen wie die Bereitstellungskrankheit können im Gegensatz zu Konversionsneurosen als anhaltende funktionelle Störungen infolge von chronisch unterdrückten emotionalen Spannungen oder nicht entwickelten Lösungsstrategien (Motivationen) verstanden werden.

Hinsichtlich des Krankheitswertes von Bereitstellungen ist zu unterscheiden zwischen vorübergehenden situationsbedingten Einstellungen bei Extrembelastungen wie bei Examen, Lampenfieber etc. und dauerhaften Einstellungen wie sie die Ausdrucks- und Bereitstellungskrankheiten darstellen. Die Gefährdung aufgrund einer Ausdruckskrankheit ist allgemein geringer als bei einer Bereitstellungskrankheit. Mit zunehmender Tiefe der Verdrängung wie sie bei Bereitstellungskrankheiten anzunehmen ist, schwindet die subjektive Einsicht in das pathologische Geschehen und die Gefahr körperlicher Komplikationen wächst. Das Konzept der Bereitstellungskrankheiten ist heute als ein wichtiger Faktor unter anderen bei den früheren klassischen Psychosomatosen („holy seven“) angesehen.